# Strongylophthalmyia pectinigera
Strongylophthalmyia pectinigera är en tvåvingeart som beskrevs av Shatalkin 1996. Strongylophthalmyia pectinigera ingår i släktet Strongylophthalmyia och familjen långbensflugor.
Artens utbredningsområde är Thailand. Inga underarter finns listade i Catalogue of Life.